# Antialkoholizmus

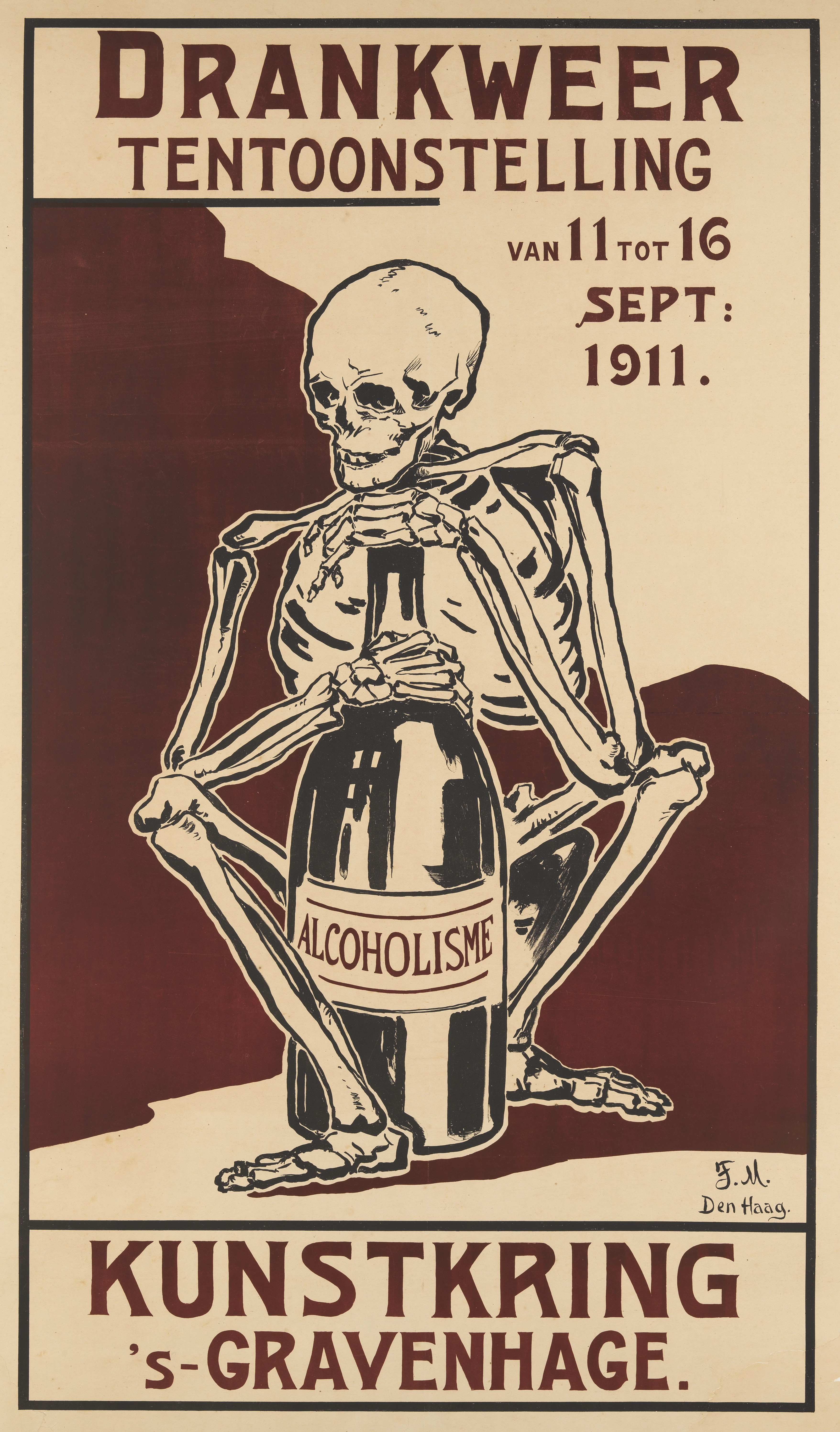
Alkoholellenes plakát egy 1911-es hágai gyűlésről

Az antialkoholizmus olyan magatartásforma, amely a passzív formájában az alkoholos italoktól való tartózkodást (latin szóval absztinencia), aktív változatában az alkoholos italok gyártása és terjesztése elleni tiltakozást jelenti.

## Korai története, vallások állásfoglalásai

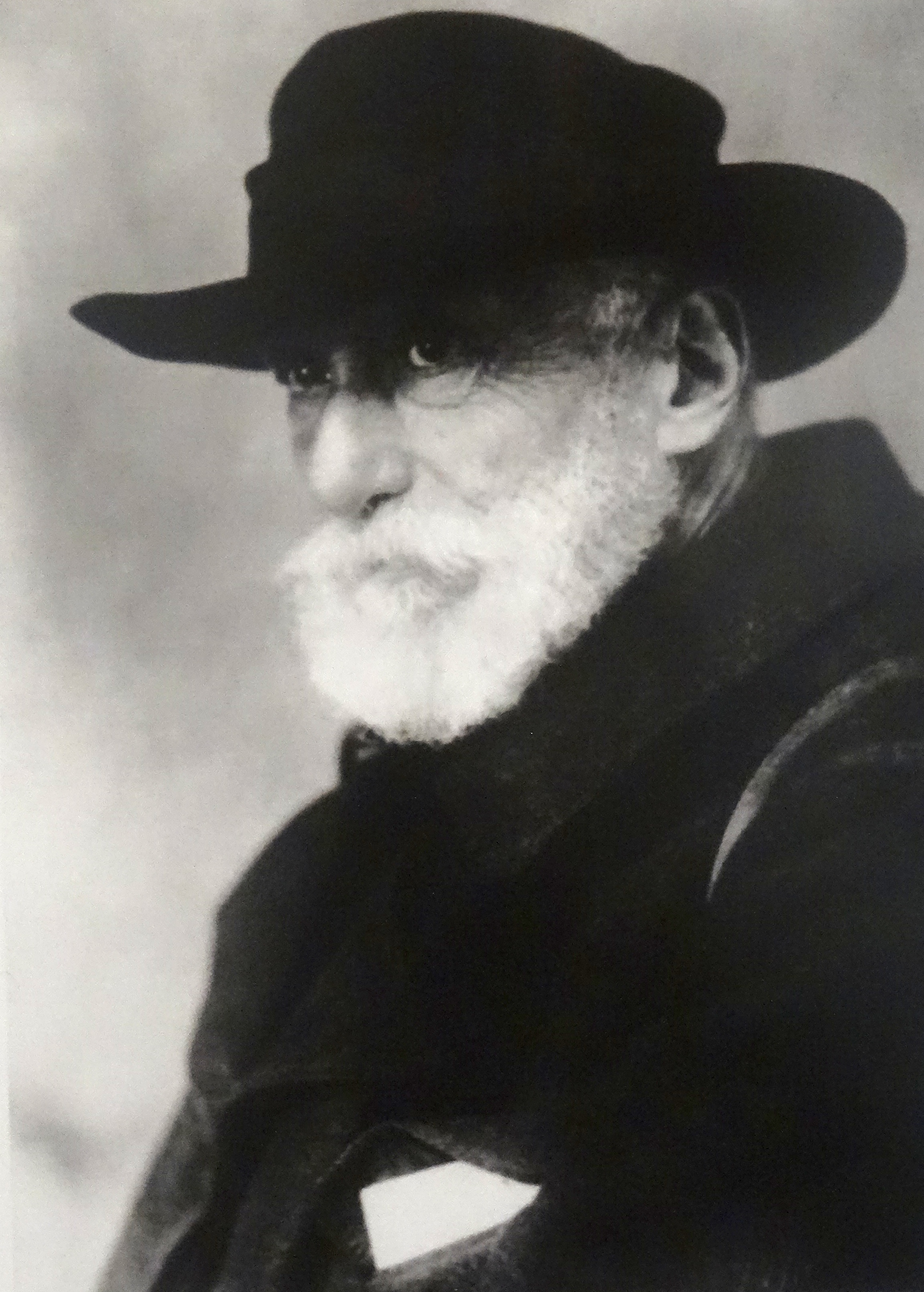
Auguste-Henri Forel svájci elmeorvos, a zürichi elmegyógyintézet igazgatója, az alkoholfogyasztás ellenzője több előadást is tartott a századelő Budapestjén

Az alkoholos italok alapja általában az etil-alkohol, amely mérgező vegyület. Ennek ellenére a világ számos részén régi időktől kezdve elterjedt az alkoholos italok készítése, és a hétköznapokban vagy különböző eseményekhez kapcsolódóan (lakomák, vallási szertartások) fogyasztása. Egy megközelítés szerint lényegében minden kultúrában megtalálható valamilyen kábítószer általános használata, azonban ezek kultúránként meglehetősen eltérőek lehetnek. Az alkohol elsősorban a nyugati világ klasszikus drogja. A nagyipari szeszgyártás a 19. században kezdődött.
Az iszlám vallás elutasítja a tudatmódosító szerek, így az alkohol fogyasztását, élvezetét.
A zsidó vallás nem különösebben alkoholellenes, azonban a részegség veszélyeire több helyen felhívja a zsidó Biblia a figyelmet (a részegen maga mutogató Ábrahám, illetve Lót és részeg apjuktól teherbe eső leányainak története). Ugyanakkor nazirok Istennek szentelt emberek voltak az ókori zsidó társadalomban, akik tartózkodtak több más dolog mellett a borivástól.
Hasonló mondható el a kereszténységről: az Újszövetség teljesen nem utasítja el az alkoholt, de utal veszélyeire:
- „Se lopók, se telhetetlenek, se részegesek, se szidalmazók, se ragadozók nem örökölhetik Isten országát.” (1Kor 6,10)[11]
- „Mert szükséges, hogy a püspök feddhetetlen legyen, mint Isten sáfára; nem akaratos, nem haragos, nem részeges, nem verekedő, nem rút nyerészkedő.” (Tit 1,7)[12]
- „Jó nem enni húst és nem inni bort, sem semmit nem tenni, a miben a te atyádfia megütközik vagy megbotránkozik, vagy erőtelen.” (Rm 14,21)[13]
- „És meg ne részegedjetek bortól, miben kicsapongás van: hanem teljesedjetek be Szent Lélekkel.” (Ef 5,18)[14]

Az alkoholfogyasztás ellenzését vagy erős mérséklésére való törekvést később több csoport fontosnak tartotta a kereszténységen belül:
- baptisták – újkori keresztény vallási felekezet[15]
- metodisták – újkori keresztény vallási felekezet[16]
- adventisták – újkori keresztény vallási felekezet[17]

Ugyan egyes szerzetesek maguk is gyakorolták és gyakorolják az alkoholkészítést, egyes egyházi személyek kifejezetten alkoholellenességükről voltak híresek. Utóbbira példa a magyar Siklós József (1920–1983) református lelkész, a Református Iszákosmentő Misszió munkatársa gondolatait Pohárcsere című művében foglalta össze. Hasonló küzdelmeket vívott a szlovák Michal Miloslav Hodža (1811–1870) evangélikus lelkész. Tóth Tihamér (1889–1939) római katolikus magyar pap, későbbi veszprémi püspök a fiatalok számára írt alkoholellenes könyvet Ne igyál! címen.
A Bounty hajó történetéből ismert William Bligh is alkoholellenes volt: 1808-ban Új-Dél-Walesben kormányzóként teljesen betiltotta a rummal való cserekereskedelmet. Ezért tört ki az úgynevezett nagy rum lázadás. Egyesek szerint azonban ez inkább egy helyi hatalmi harc volt, és csak William Howitt (1792–1879) angol történész terjesztette el a történet alkoholizmus-ellenes jellegét.

## XIX–XX. század
Az 1851-ben alapított Good Templar-rend kifejezetten antialkoholista szervezetnek tekinthető.

A Patkányfogó egy 1879-es amerikai színházi hirdetésen

Émile Zola (1840–1902) francia író A Patkányfogó (régies nevén: A Pálinka, franciául L'Assommoir) című 1877-es regénye antialkoholista szépirodalmi alkotásnak minősíthető, mert az író az alkoholfogyasztással összefüggésben lévő szinte valamennyi problémát orvosi részletességgel ábrázolta. A magyar Stein Fülöp (1867–1918), az Angyalföldi Elmegyógyintézetbe orvosa ezzel kapcsolatban kiemeli Az alkohol című művében (Budapest, 1906):
„Borzalmas-szépen írja le ezt Zola »A pálinka«  című regényében, élénk színekkel ecsetelvén azt a jelenetet, amelyben a sörházból visszatérő munkásember, teljes tudatával annak, hogy az alkohol őt már testileg félig elpusztította, munkaképességét aláásta, családját a nyomornak és bűnnek tette ki, amikor magára hagyják, a gonosz barátai által eléje tett pálinkás üvegnek ellentállni nem tud. Az alkohol aláásta lelkierejét, jellemét, legjobb szándékai dacára ellenállhatatlanul vonzza őt a pálinka, félve kóstolja meg az első poharat, amely a másodikra bátorítja. A harmadikra már jogot formál és csakhamar kiürül az egész palack, ami elegendő, hogy az alkohol által már úgy is tönkretett, ellentállásra képtelen szervezetben az iszákosok elmebaját okozza, delirium tremenst hozzon létre. A vége az elmezavarral kapcsolatban, de rendszerint csak ennek többszörös kitörése után jelentkező, vagy néha elmezavar nélkül is lassan kifejlődő végleges és gyógyíthatatlan elbutulás, és munkásunk az őrültek házában fejezi be szomorú pályafutását.”
Bár a túlzott alkoholfogyasztás veszélyei már a kezdetektől fogva ismertek (lerészegedés, erőszakosságra való hajlam, elbutulás), az alkohol orvosi vizsgálata a 19. században mutatta ki az alkohol önmagában való veszélyességét többek közt Gustav von Bunge (1844–1920), Emil Kraepelin (1856–1926), és Auguste-Henri Forel (1848–1931) kutatásai alapján. Forel több ízben járt Magyarországon, és egy kisebb írása magyar nyelven is megjelent (Az orvosok és az alkohol, Budapest, 1906).
Ennek hatására a 20. század elején különböző alkoholellenes mozgalmak indultak meg, és az első világháború után az önmérséklő csoportok mellett egyes országokban részleges vagy teljes szesztilalmat vezettek be. Ilyenek voltak:
- Amerikai Egyesült Államok – az alkoholellenes mozgalom Amerikában érte el a legnagyobb eredményeket. Egyes szövetségi államok már az első világháború előtt és alatt bevezették az alkoholtilalmat. 1920. január 17-től a kongresszus által a szövetségi alkotmány pontjai közé iktatott alkoholtilalom minden államban érvénybe lépett.[30] A rendelkezés megítélése vitatott. Egyesek szerint (és inkább ez tekinthető elterjedtebb véleménynek) a szesztilalom illegális szeszkimérések elszaporodásához, a bűnözés növekedéséhez vezetett.[31] Ugyanakkor korabeli könyvek mást állítanak. Ezek közé tartozik a Madzsar József orvos által szerkesztett Társadalmi lexikon (1928) is: „A munkásosztály a drágán csempészett alkoholt nem tudta megfizetni, így a tilalom alatt életmódja megváltozott, kulturális érdeklődése fokozódott.” A viszonyok alakulására ugyanebből a könyvből a következő adatok vetnek fény:[30]

| 73%-kal csökkent 1922-ben 1917-hez viszonyítva az iszákosság következtében segélyre szorulók száma |
| A fogházak 20%-át be kellett csukni rabok hiánya miatt. |
| A gümőkóros halálozások 1919 és 1922 között 41,2%-kal csökkentek. |
| New York városban 1917 óta: - 20%-kal csökkent a halva születettek száma - 51%-kal csökkent az öt éven aluli gyermekek halandósága - 59%-kal csökkent a tuberkulózishalandóság - 55%-kal csökkent a májzsugorhalandóság - 28%-kal csökkent a veselobhalandóság |

Az Egyesült Államokban 1933-ban törölték el az alkoholtilalmat.
Egyéb országok:
- Oroszország–Szovjetunió – Oroszország első világháborúba való belépésekor II. Miklós cár alkoholtilalmat rendelt el. Ezt később, az októberi forradalom után Leninék is átvették, annyiban enyhítve, hogy csak a vodkát érintette a rendelkezés. A szesztilalom 1925-ig volt érvényben.[33][34]
- Feröer – 1908 és 1992 között a 2%-nál nagyobb alkoholtartalmú italokra vonatkozó tilalmi rendelet volt érvényben[34]
- Izland – 1915 és 1922 között általános szesztilalom volt érvényben. 1922-től bort, 1935-től más szeszes italt is lehetett fogyasztani. A 2,25 %-nál nagyobb alkoholtartalmú sörök azonban 1989-ig tilalom alatt álltak.[34]
- Norvégia – 1916 és 1927 között rendelet tiltotta a tömény italokra fogyasztását.[34]
- Kanada – 1918 és 1920 között általános szesztilalom.[34]
- Finnország – 1919 és 1932 között általános szesztilalom.[34]
- Magyarország – a rövid életű 1919-es Tanácsköztársaság alatt teljes szesztilalmat vezettek be, amelyet később megszüntettek.[35]

Idővel mindezek az országok ismét legálissá tették a szeszfogyasztást.
Érdekesség, hogy Adolf Hitler (1889–1945), Németország nemzetiszocialista diktátora is kerülte az alkoholos italok fogyasztását. A hosszú életet (94 év) megélő George Bernard Shaw (1856–1950) ír származású angol író hasonlóan cselekedett. A mexikói forradalom ismert vezére, Pancho Villa (1878–1923) elszánt antialkoholista volt. Sok esetben, ha elfoglalt egy-egy várost, bezáratta a kocsmákat, megtiltotta az alkoholos italok árusítását, összetörette az alkoholos italok üvegeit, sőt, esetenként azt is elrendelte, hogy aki alkoholt iszik, arra halálbüntetést szabjanak ki. 1914 májusában Torreónban erre hivatkozva meg is történt, hogy agyonlőtt egy bort ivó embert. Antialkoholista volt Fjodor Uglov (1904–2008) a még 100 éves korában is praktizáló szovjet orvos, a Orosz Orvostudományi Akadémia tagja is. Az antialkoholisták közé tartozott Henry Ford (1863–1947) autógyáros, aki a környezetében dolgozók körében igyekezett betiltani az alkoholfogyasztást. Érdekesség, hogy Ford vegetáriánus is volt, amit hasonlóan próbált megkövetelni környezetétől.
A naturista mozgalmak kezdetben ugyancsak összefüggésben álltak az antialkoholizmussal. A német Adolf Koch a két világháború közötti időben Frei Körper Kultur („Szabad testkultúra”) néven szervezett mozgalmat, melynek tagjai a ruhaviselés mellett az alkoholfogyasztástól és a dohányzástól is tartózkodtak, továbbá a mozgalomnak erős antimilitarista éle volt.
A XX. század végén Mihail Szergejevics Gorbacsov (1931–2022), a Szovjetunió Kommunista Pártjának főtitkára 1985-ben ismét megkísérelte bevezetni a Szovjetúnióban a (részleges) szesztilalmat, amely szerint „egy fő egy alkalommal csupán két üveg vodkát vásárolhatott a boltokban, részegségért pedig a pártból való kizárás járt.” A rendelkezést 1990-ben eltörölték, nem sokkal később pedig a Szovjetúnió maga is felbomlott. Alekszandr Nyemcov orosz pszichiáter 2009-ben azt nyilatkozta, hogy az alkoholfogyasztás Mihail Gorbacsov szovjet elnök által a nyolcvanas években kezdeményezett visszaszorítása legalább egymillió ember életét mentette meg, s úgy vélte, hogy napjaink alkoholproblémáira (az alkohol az első számú halálok Oroszországban) az egyetlen lehetőség a felülről jövő kezdeményezés.

## Napjaink
Napjainkban a nyugati országokban nem tekinthető számottevő irányzatnak az antialkoholizmus, ennek ellenére egyes orvosok továbbra is komoly aggodalmaikat fejezik ki az alkoholgyártás/terjesztés/fogyasztás legális formája ellen:
- „Nincs olyan alkoholmennyiség, amely biztonsággal fogyasztható lenne” – fogalmaz egy tanulmány.[44]
- Több tanulmány, így a Scientific Reports online tudományos folyóirat 2015-ös jelentése,[45] és a Scientific Research Society 2017-es,[46] a legveszélyesebb kábítószernek minősítette az alkoholt.
- Ugyanezt állítja David Nutt, a bristoli egyetem pszichofarmakológiai tanszékének vezetője által vezetett 2010-es kutatás közlése.[47]
- Manfred Singer professzor, német alkoholkutató az Apotheken Umschau című szaklapnak nyilatkozva már 2009-ben kiegészítette ezt azzal az állításával, hogy „valamilyen módszertani hiba áll az elmúlt években megjelent csaknem minden olyan tanulmány hátterében, amely az egészségre hasznosnak minősíti a mérsékelt szeszesital-fogyasztást.”[48]

Emellett az élet több területén, különféle foglalkozási ágakban (országonként kisebb-nagyobb eltéréssel) nem javasolt, vagy egyenesen törvényileg tiltott az alkoholfogyasztás. Ilyen például:
- mozdonyvezetés esetén[49]
- repülővezetés esetén,[49][50] újabban repülőn utazás alatt[51]
- autóbuszvezetés esetén,[49] autóbuszon utazás alatt
- személygépkocsi vezetés esetén[52][53]
- olajfúrótornyokon dolgozás esetén
- oktatási tevékenység esetén
- katonai szolgálat esetén[54]
- versenysport tevékenység esetén[55]
- alkalmanként közterületeken való tartózkodás esetén[56]

A börtönben is általában szesztilalom uralkodik.
Ugyanígy bizonyos életkor alatt általában tilalmas szokott lenni az alkoholfogyasztás, illetve ilyen életkorú részére az alkoholeladás.
Fontos kiemelni: ez a részleges tilalom semmiképpen sem zárja ki az alkoholos italok hirdetését óriásreklámok, nyomtatott sajtó, televízió vagy internet útján. (Bár a modern, világi alkoholfogyasztás engedélyező Törökországban az alkoholreklámozás tiltására nézve intézkedések történtek.) Mindezek ellenére akad néhány a hírességek között, aki elutasítja az alkoholos italok fogyasztását.
A 2010-es években érdekes módon, hosszú idő után ismét felmerült az alkoholtilalom kérdése Oroszországban, bár állítólag ezt „csak a közvélemény elenyésző kisebbsége támogatná”. A skandináv országok az alkoholos italok árának magasan tartásával próbáltak küzdeni az alkoholizmus ellen. Bár gyakran elfeledkeznek az utazók róla, érdemes tudni, hogy az Európán kívüli világ egyes részein (Líbia, Szaúd-Arábia, Afganisztán, Szudán, Brunei, részlegesen Banglades, Pakisztán, Jemen, Kuvait, Egyesült Arab Emirátusok, Irán, India bizonyos tartományai) a XXI. században is van alkoholtilalom. Meglepő, hogy az Amerikai Egyesült Államok több államában is vannak olyan megyék, ahol tiltott az alkoholfogyasztás.
Napjaink közéleti személyiségei közül George W. Bushról tudott, hogy bár fiatal korában maga is a sokat ivók közé tartozott, évtizedek óta tartózkodik az alkoholfogyasztástól.

### Oroszország
Az alkoholizmus pusztítására az egyik legjobb példa Oroszország esete, így érthető, hogy az alkoholellenes hangok is talán itt a leghanagosabbak. 2008-ban Dmitrij Anatoljevics Medvegyev orosz elnök az alkoholizmust nemzeti katasztrófának nevezte. „Az orvosok szerint a 15 és 54 év közötti oroszok halálozásának mintegy felét alkohollal összefüggő betegségek okozzák, ami a hosszú távú gazdasági növekedési modellekben használt elrettentő demográfiai előrejelzések kulcstényezője. Az idén az iskolákat elhagyóknak várhatóan csak 40 százaléka éri meg az 55-60 éves nyugdíj korhatárt” – idézte az Egészségügyi Világszervezet adatait Tatyjana Golikova egészségügyi miniszter. Egyes becslések (2009) szerint évente félmillió ember hal meg az országban a szeszesital-fogyasztással összefüggő okok miatt (2008-ban a 10-14 évesek között 15,4 százalék volt azok aránya – ez 10,85 millió gyereket jelent – , akik rendszeresen az üveghez nyúltak.). Más adatok szerint 2014 körül 20 millió alkoholista élt az országban, ennek egyik oka, hogy a vodkafogyasztás történelmi okokból az évszázadok során népszokási szintre emelkedett. Egy 2018-as jelentés szerint „azon férfiak közül, akik nem érik meg a nyugdíjkorhatárt, 44 százalék az italozás miatt hal meg idő előtt.” Míg az 1990-es évek orosz elnökéről, Borisz Jelcinről köztudott volt, hogy maga is alkoholista, utóda, Vlagyimir Putyin egyre több intézkedést léptetett életbe az alkoholfogyasztás visszaszorítása érdekében. Nőtt az alkoholos italok jövedéki adója, este 11 után betiltották az árusítást, és sporteseményeken sem szabad már italozni. A következő lépés pedig az lesz, hogy 21 éves kor felett lehet majd csak 16,5 százalékosnál erősebb italokat venni.

## Az antialkoholizmus fajtái
| Néhány szempont                      | Részleges („mértékletesek”)                                                           | Teljes („szárazok”)                                                           |
| ------------------------------------ | ------------------------------------------------------------------------------------- | ----------------------------------------------------------------------------- |
| italtípus szerint                    | égetett szeszes italok elutasítása                                                    | bármilyen szeszes ital elutasítása                                            |
| diagnosztizált betegség léte szerint | alkoholisták alkoholtól való tartózkodásának követelése                               | valamennyi (akár egészséges) ember alkoholtól való tartózkodásának követelése |
| életkor szerint                      | fiatalok alkoholtól való tiltása                                                      | minden korosztály alkoholtól való tiltása                                     |
| élethelyzet szerint                  | várandóság alatt alkoholfogyasztás ellenzése                                          | általánosan alkoholfogyasztás ellenzése                                       |
| munkakör szerint                     | nagy odafigyelést, felelősséget igénylő munkakörök esetén alkoholfogyasztás ellenzése | összes munkakör esetén alkoholfogyasztás ellenzése                            |
| időpont szerint                      | este, éjjel, hétvégén, munka előtt alkoholfogyasztás ellenzése                        | teljes körű alkoholfogyasztás ellenzése                                       |